# 삼성 갤럭시 탭 S10
갤럭시 탭 S10(Samsung Galaxy Tab S10)은 삼성전자에서 개발, 제조, 판매하는 안드로이드 기반 태블릿 시리즈로, 2024년 9월 27일 갤럭시 S24 FE와 함께 탭 S9 시리즈의 후속작으로 보도자료를 통해 공개되었다. 이 태블릿은 2024년 10월 3일에 플러스 및 울트라 모델로 출시되었다. 2025년 4월 2일, 삼성은 갤럭시 탭 S9 FE 시리즈의 후속작으로 갤럭시 탭 S10 FE와 S10 FE+를 공개했다. 두 태블릿은 보도자료 발표 다음 날인 2025년 4월 3일에 출시되었다.
이 갤럭시 탭 S 시리즈는 기본 모델이 없으며, 각각 12.4인치와 14.6인치의 플러스(+) 및 울트라 모델로 구성된다. 또한, 32비트 애플리케이션을 지원하지 않는 시리즈의 첫 번째 버전이다. 갤럭시 탭 S10 시리즈 이전에 출시된 기기는 32비트 앱을 계속 지원한다.
2025년 4월 2일, 삼성은 삼성 갤럭시 탭 S10 FE와 삼성 갤럭시 탭 S10 FE+를 발표했다. 주요 차이점으로는 AMOLED 대신 해상도와 주사율이 낮은 Super PLS 기반 LCD 화면, 고성능 미디어텍 디멘시티 9300+ 칩셋 대신 중급 삼성 엑시노스 1580 칩셋, 4개 대신 2개의 스피커, 디스플레이포트 미지원 USB 2.0 포트 (외부 모니터 없음), 다른 카메라 설정, 그리고 디스플레이 아래 대신 전원 버튼에 지문 스캐너가 있는 점이다. 고급형 탭 S10 모델과 마찬가지로 구글의 Circle to Search AI 기능을 탑재했다.

## 사양

### 하드웨어

#### 디스플레이

##### 갤럭시 탭 S10+
갤럭시 탭 S10+는 120Hz 주사율과 1752 x 2800 픽셀 해상도를 가진 12.4인치 다이내믹 AMOLED 2X 디스플레이를 특징으로 한다. 햇빛이 강한 환경에서 가시성을 향상시키는 새로운 반사 방지 코팅이 포함되어 있다. 그 외에는 S10+의 디스플레이는 갤럭시 탭 S9+에 사용된 것과 동일한 패널이다.

##### 갤럭시 탭 S10 울트라
두 태블릿 중 더 큰 갤럭시 탭 S10 울트라는 120Hz 주사율과 1848 x 2960 픽셀 해상도를 가진 14.6인치 다이내믹 AMOLED 2X 디스플레이를 특징으로 한다. S10+에서 발견된 것과 동일한 새로운 반사 방지 코팅이 포함되어 있다. 새로운 코팅 외에는 갤럭시 탭 S9 울트라에 사용된 것과 동일한 패널이다.

##### 갤럭시 탭 S10 FE
갤럭시 탭 S10 FE는 90Hz 주사율과 1440 x 2503 픽셀 해상도를 가진 10.9인치 IPS 기반 Super PLS LCD 디스플레이를 특징으로 한다. 또한 HDR10을 포함한다. 그 외에는 S10 FE의 패널은 갤럭시 탭 S9 FE에 사용된 디스플레이보다 향상된 것이다.

##### 갤럭시 탭 S10 FE+

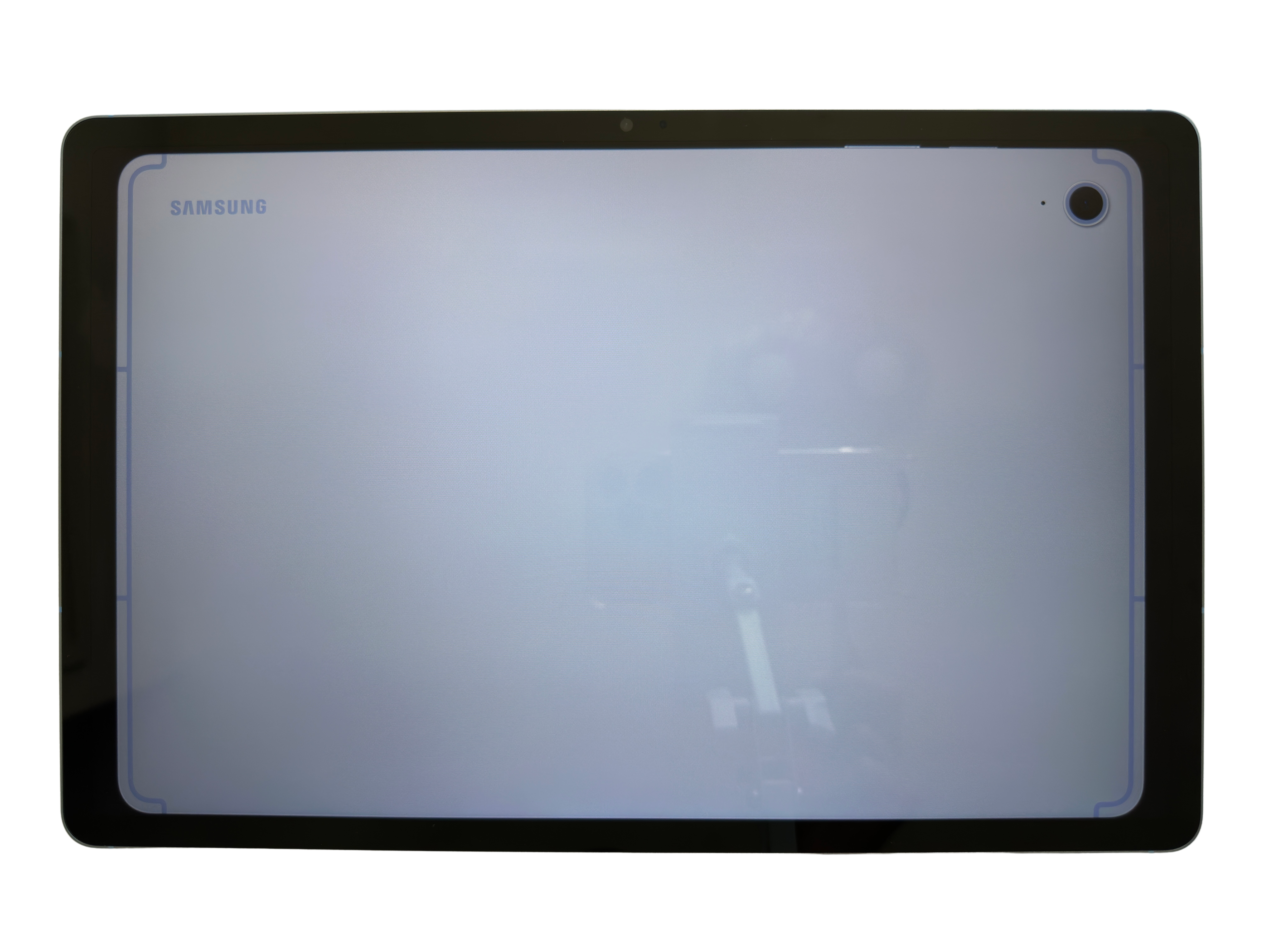
삼성 갤럭시 탭 S10 FE+

더 큰 FE 태블릿인 갤럭시 탭 S10 FE+는 90Hz 주사율과 1800 x 2880 픽셀 해상도를 가진 13.1인치 IPS 기반 LCD 디스플레이를 특징으로 한다. HDR10을 포함하여 탭 S10 FE와 동일한 기능을 포함한다. 그 외에는 S10 FE+의 패널은 갤럭시 탭 S9 FE+에 사용된 디스플레이보다 향상된 것이다.

#### 프로세서
갤럭시 탭 S10+와 S10 울트라는 4nm 노드와 Immortalis-G720 MC12 GPU를 갖춘 8코어 칩셋인 미디어텍 디멘시티 9300+ 칩셋을 사용한다. 특히, 삼성은 태블릿 S 시리즈에 스냅드래곤 또는 삼성 엑시노스 칩을 이전에 선호했지만, 이번이 미디어텍 칩셋을 사용한 첫 번째 사례이다. 갤럭시 탭 S10 FE와 탭 S10 FE+는 4nm 코드와 Xclipse 540 GPU를 갖춘 8코어 칩셋인 삼성 삼성 엑시노스 1580 칩셋을 사용하며, 이는 갤럭시 A56에도 사용된다.

#### 카메라

##### 후면 카메라
탭 S10+와 탭 S10 울트라는 26mm 초점 거리와 f/2.0 조리개를 갖춘 13MP 광각 카메라를 탑재한다. 4K@30fps 및 1080p@30fps 녹화 기능을 제공한다.

##### 전면 카메라
두 태블릿 모두 12MP 120° 초광각 카메라를 탑재하며, 탭 S10 울트라에는 추가로 12MP 26mm 광각 렌즈가 포함된다.

### 소프트웨어
갤럭시 S10+와 S10 울트라는 One UI 6.1.1을 탑재하고, S10 FE와 FE+는 One UI 7.0을 탑재한다.
갤럭시 탭 S10+와 S10 울트라는 One UI 7.0으로 업그레이드할 수 있다.

### 색상
| 색상 | 이름          |
| ---- | ------------- |
|      | 문스톤 그레이 |
|      | 플래티넘 실버 |